# 備份立陶宛
備份立陶宛，又稱道蘇瓦、綠色後代，是由立陶宛地理學家與外交官卡齊斯·帕克什塔斯在1920年代所提出的計劃，意在於海外建立一個屬於立陶宛的殖民地。備份立陶宛的別稱之一“道蘇瓦”得名自立陶宛神话中的死後世界“道索斯”。

## 背景
卡齊斯·帕克什塔斯認為當立陶宛再度被佔領後，立陶宛人無組織、分散的移民之路會導致死亡。此外，帕克什塔斯在1930年代時曾稱：
| “ | 在我看來，（納粹德國與苏联）其中一個國家顯然會佔領立陶宛。由於這兩個鄰國都是極權政體，立陶宛的財富和人民將被殘忍地滅絕，這是聞所未聞的。不僅（立陶宛的）人民會被掠奪，（立陶宛的）精神財富也會被（佔領國）憤怒地摧毀，（佔領國）也會企圖消滅立陶宛精神和創造力的每一束光。 | ” |

因此，他認為立陶宛需要殖民地以建立“第二個立陶宛”，並提議在地緣政治緊張的情況下，將整個立陶宛國家轉移到一個安全的地方，該地可由購買或租賃所得，並將作為和平的殖民地存在，而此計劃即“備份立陶宛”。備份立陶宛的別稱之一「道蘇瓦」得名自立陶宛神話中的死後世界「道索斯」（Dausos）。1959年，帕克什塔斯在美國立陶宛媒體上撰文稱有必要為立陶宛移民建立一個自治、半獨立的小國，以在立陶宛被佔領期間拯救立陶宛語言與文化。帕克什塔斯曾考慮的備份立陶宛選址包括英屬洪都拉斯（今伯利兹）、安哥拉、马达加斯加、加拿大魁北克省、巴西圣保罗州與巴哈马等。

## 反響
帕克什塔斯的提議在第一屆世界立陶宛大會的參與者中引起共鳴，大會更通過特別決議，建議立即開始在合適的地方進行小型立陶宛殖民地的搜索與研究。1958年，備份立陶宛運動的俱樂部在美国與巴西成立。由卡羅利斯·考皮尼斯（Karolis Kaupinis）編導的2020年電影《新立陶宛》的情節受帕克什塔斯與其備份立陶宛計劃所啓發。